# اسپرسا
اسپرسا یا اسپ ریس یا اسب ریس واحد اندازه‌گیری مسافت در ایران باستان می‌باشد.
اسپرسا مسافتی بود که شخص بالغ در مدت دو دقیقه می‌توانست بپیماید.
طبق نوشته‌های گزینفون، هرودوت و اراتستنس مقیاس مذکور را باید بین ۱۵۰ تا ۱۸۹ متر دانست.
سی اسپرسا، معادل یک پرثنها (فرسنگ) بود.